# 장항 (고려)
장항(張沆, 1263년 ~ 1353년)은 고려 후기의 문신이다. 호는 눌재(訥齋)이며 시호는 문현(文顯)이다.
충선왕 시기 과거에 급제한 이후 사헌규정(司憲糾正), 좌사의대부(左司議大夫) 등에 올랐다. 1320년 상왕이었던 충선왕이 티베트로 귀양을 가게 되었을 때 반전을 가지고 충선왕에게 나아갔으며 1327년에는 충숙왕이 원나라에 억류되었을 때 시중한 공으로 이중공신이 되었다. 충혜왕 때는 영산군(永山君)에 봉해졌다.